# Marie (1758)
La Marie (1758) est un vaisseau de la Marine royale (France); probablement une frégate de 24 canons, armée en flute avec seulement 4 canons pour pouvoir transporter du matériel et des combattants. Après la reddition de Montréal, elle fut le seul bateau français intact avec son capitaine qui rentra en France. Elle transporta le Chevalier de Levis et sa suite; ainsi que 25 soldats du bataillon du Berry.

## Histoire
Il semble que les détails sur ce vaisseau soient peu nombreux; il est également possible que ce soit un navire anglais capturé par les français. Il est mentionné avoir quitté la base navale de Brest pour Québec, envoyé par l’état à la fin de mars 1758 et commandé par le capitaine Cornillard.

## 1759
Le vaisseau faisait partie des derniers renforts qui, après avoir forcé le Blocus du Saint-Laurent en 1759, ont réussi à atteindre Québec avec Jean Vauquelin, Jacques Kanon  et un convoi totalisant 23 navires. 

## 1760
Au printemps 1760 il a transporté des soldats et du matériel pour la Bataille de Sainte-Foy. Ancré près de Sillery: il dut aller se réfugier à la Rivière du Cap Rouge lors de la Bataille de Neuville.  À la faveur de la nuit, le vaisseau réussit à se faufiler sans être détecté par les frégates anglaises afin de remonter le fleuve vers Montréal. Son capitaine était le sieur Cornille (parfois Cornillau, Cornilleau) selon les divers documents.

## Épilogue
Après le retour en France, Lévis écrit en 1761 dans un mémoire une demande pour Monsieur de Cornillaud pour l'obtention des lettres de lieutenant de frégate: A donné des preuves de son zèle et de son intelligence, étant le seul qui ait sauvé et conservé son bâtiment, ou il a servi avec grande distinction, ayant eu un ordre pour commander en qualité de lieutenant de frégate, la flûte Roi la Marie, lorsqu' elle fut envoyée en Canada, en 1759, il en sollicite les lettres.